# Santa Bárbara (Colón)
Pour les articles homonymes, voir Santa Barbara.
Santa Bárbara est l'une des cinq paroisses civiles de la municipalité de Colón dans l'État de Zulia au Venezuela. Sa capitale est Santa Bárbara.